# Rommani
Rommani (arabisch الرماني; Zentralatlas-Tamazight ⵕⵯⵎⵎⴰⵏⵉ Ṛʷmmani) ist eine marokkanische Stadt mit etwa 11.000 Einwohnern in der Provinz Khémisset in der Region Rabat-Salé-Kénitra.

## Lage und Klima
Rommani liegt am Oued Romane im fruchtbaren zentralen Hügelland (Zaer) Marokkos in einer Höhe von etwa 300 bis 350 m. Die Stadt Casablanca ist ca. 125 km (Fahrtstrecke) in westlicher Richtung entfernt; die marokkanische Hauptstadt Rabat befindet sich gut 75 km nordwestlich. Das Klima ist gemäßigt bis warm; Regen (ca. 600–750 mm/Jahr) fällt überwiegend in den Wintermonaten.

## Bevölkerung
| Jahr      | 1994   | 2004   | 2014   | 2024   |
| Einwohner | 11.433 | 12.172 | 12.297 | 11.117 |

Die zumeist in der zweiten Hälfte des 20. Jahrhunderts aus den umliegenden Dörfern zugewanderten Einwohner sind meist berberischer Abstammung. Umgangssprache ist jedoch in der Regel Marokkanisches Arabisch.

## Wirtschaft
In den Dörfern der fruchtbaren Umgebung wird in großem Umfang Feld- und Plantagenwirtschaft (Weizen, Linsen, Oliven, Weintrauben) betrieben; Viehzucht (Rinder, Schafe, Ziegen, Hühner) ist dagegen eher selten geworden. Die Stadt selbst fungiert als regionales Handwerks-, Handels- und Dienstleistungszentrum und bietet die für die Region des Zaer wichtigen Ausbildungsstätten und Gesundheitszentren.

## Geschichte
Zur älteren Geschichte des Ortes liegen – wie in den Berbergebieten des Maghreb allgemein üblich – keine schriftlichen Aufzeichnungen vor. Zu Beginn der französischen Protektoratszeit (1912) gab es hier nur ein kleines Dorf, in dessen Nähe die Franzosen hier im Jahr 1911 ein Militärlager errichteten, welches sie Camp Marchand nannten. Durch Zuwanderung wuchs der Ort, der später in Rommani umbenannt wurde.

## Sehenswürdigkeiten
- Das Stadtbild hat insgesamt ein modernes Aussehen, es beeindruckt  durch seine Hanglage.